# Elecciones parlamentarias de Albania de 2013
Las elecciones parlamentarias de Albania del año 2013 tuvieron lugar en esa república balcánica en la fecha del 28 de junio de ese año.
El resultado fue una victoria para la Alianza para una Albania Europea, liderada por el Partido Socialista y su líder, Edi Rama. El primer ministro saliente, Sali Berisha del Partido Democrático, líder de la Alianza para el Empleo, Prosperidad y la Integración reconoció su derrota el 26 de junio, lo que fue ampliamente visto como un signo de la creciente madurez democrática en Albania.

## Sistema Electoral
Los 140 miembros del Parlamento son elegidos en doce circunscripciones plurinominales análogas a doce condados del país. Dentro de los distritos electorales, los asientos son elegidos por listas cerradas de representación proporcional, con un umbral electoral del 3% para los partidos y el 5% para las alianzas.
Los escaños se asignan a las alianzas utilizando el sistema d'Hondt, a continuación, a los partidos políticos con el método Sainte-Laguë.

## Antecedentes
Las anteriores elecciones habían dejado a las grandes alianzas electorales sin suficiente fuerza para formar gobierno, lo que obligó a la primera fuerza liderada por  Sali Berisha a pactar con la tercera fuerza de Ilir Meta.
Sin embargo, para estas elecciones la mayor parte de las fuerzas políticas se pusieron bajo la bandera del Partido Socialista de Edi Rama buscando el cambio y el avance político de Albania que se encuentra desde hace tiempo en un proyecto para integrarse en la Unión Europea.

## Alianzas
Esta elección tuvo un total de 65 partidos, de los cuales 62 se organizaron en dos coaliciones, además de dos candidatos independientes:
- Alianza para el empleo, la prosperidad y la Integración (Aleanca por Punësim, Mirëqenie dhe Integrim), era una coalición de 25 partidos centristas y de centro-derecha. Fue dirigido por el entonces primer ministro, Sali Berisha.
- Alianza para una Albania Europea (Aleanca por Shqipërinë Europiane), gran coalición escoba que contenía 37 partidos de la oposición, que variaban desde la extrema izquierda a la extrema derecha. Fue dirigido por el entonces jefe de la oposición, ahora primer ministro, Edi Rama.

También se presentaron cuatro partidos políticos que no se habían adherido a ninguna de las dos grandes coaliciones. También hubo participantes independientes que no estaban militando por ningún partido.

## Resultados

### Nivel nacional
Sumario de las elecciones al Parlamento de Albania del 28 de junio de 2009 
| Alianza por una Albania europea                                                                             |                       |                       |           |        |     |
| Partido Socialista (Partia Socialiste e Shqipërisë)                                                         | PS                    | 713 407               | 41,36     | 65     |     |
| Movimiento Socialista por la Integración (Lëvizja Socialiste për Integrim)                                  | LSI                   | 73 678                | 10,46     | 16     |     |
| Partido de la Unidad por los Derechos Humanos (Partia Bashkimi për të Drejtat e Njeriut)                    | PBDNJ                 | 14 722                | 0,85      | 0      |     |
| Partido Democracia Social de Albania (Partia Demokracia Sociale e Shqipërisë)                               |                       | 11 891                | 0,69      | 0      |     |
| Partido Socialdemócrata de Albania (Partia Socialdemokrate e Shqipërisë)                                    | PSD                   | 10 220                | 0,59      | 0      |     |
| Alianza Popular (Aleança Popullor)                                                                          | AP                    | 8 927                 | 0,52      | 0      |     |
| Partido Demócrata Cristiano (Partia Demokristiane e Shqipërisë)                                             | PDK                   | 7 993                 | 0,46      | 0      |     |
| Partido Socialista Real '91 (Partia Socialiste e Vërtetë '91)                                               | PSV '91               | 6 135                 | 0,36      | 0      |     |
| Partido Demócrata para la Integración y la Prosperidad (Partia Demokratike për Integrim e Prosperitet)      | PDIP                  | 4 550                 | 0,26      | 0      |     |
| Alianza Nacional Arbëreshë (Aleanca Kombëtare Arbëreshë)                                                    | AKA                   | 3 575                 | 0,21      | 0      |     |
| Partido Socialista moderado                                                                                 |                       | 3 119                 | 0,18      | 0      |     |
| G99 (Grupim 99)                                                                                             | G99                   | 2 977                 | 0,17      | 0      |     |
| Partido Ley y Justicia (Partia Ligj dhe Drejtësi)                                                           | PLiDr                 | 2 489                 | 0,14      | 0      |     |
| Partido Futuro de Albania                                                                                   |                       | 2 284                 | 0.13      | 0      |     |
| Partido por la Defensa de los Derechos de los Emigrantes (Parti per Mbrojtjen e te Drejtave te Emigranteve) | PMDE                  | 2 275                 | 0.13      | 0      |     |
| Partido Laborista Albanés                                                                                   |                       | 2 174                 | 0.13      | 0      |     |
| Partido Verde (Partia e Gjelbër)                                                                            | PGj                   | 2 084                 | 0,12      | 0      |     |
| Partido Albanés de las Reformas Democráticas (Partia e Reformave Demokratike Shqiptare)                     | PRDSH                 | 1 371                 | 0,08      | 0      |     |
| Partido Comunista de Albania de 8 de noviembre (Partia Komuniste e Shqipërisë 8 Nëntori)                    | PKSH 8 Nëntori        | 1 352                 | 0,08      | 0      |     |
| Partido del Pensamiento Liberal Correcto                                                                    |                       | 1 210                 | 0,07      | 0      |     |
| Movimiento Democrático para el Cambio                                                                       |                       | 1 159                 | 0,07      | 0      |     |
| Partido del Trabajo de Albania (Partia e Punës e Shqipërisë)                                                | PPSH                  | 955                   | 0,06      | 0      |     |
| Partido Comunista de Albania (Partia Komuniste e Shqipërisë)                                                | PKSH                  | 901                   | 0,05      | 0      |     |
| Partido Senda de Libertad                                                                                   |                       | 808                   | 0,05      | 0      |     |
| Alianza para la Igualdad y la Justicia europea                                                              |                       | 622                   | 0,03      | 0      |     |
| Partido Patria Albanesa (Partia Shqiptare Atdheu)                                                           |                       | 555                   | 0,03      | 0      |     |
| Partido de la Reconciliación Nacional (Partia e Pajtimit Kombëtar Shqiptar)                                 |                       | 545                   | 0,03      | 0      |     |
| Partido de Unidad Nacional                                                                                  |                       | 513                   | 0,03      | 0      |     |
| Movimiento por la Justicia de Albania                                                                       |                       | 508                   | 0,03      | 0      |     |
| Unión Republicana Albanesa                                                                                  |                       | 489                   | 0,03      | 0      |     |
| Partido de los Asuntos Albaneses (Partia e Çështjeve Shqiptare)                                             |                       | 476                   | 0,03      | 0      |     |
| Partido de las Personas con Discapacidad                                                                    |                       | 459                   | 0,03      | 0      |     |
| Partido del Medio Ambiente                                                                                  |                       | 452                   | 0,03      | 0      |     |
| Alianza Demócrata Cristiana                                                                                 |                       | 416                   | 0,03      | 0      |     |
| Movimiento de los Trabajadores Albanesas                                                                    |                       | 316                   | 0,02      | 0      |     |
| Nuevo Partido de la Tolerancia                                                                              |                       | 287                   | 0,02      | 0      |     |
| Total | Total                 | 993 904               | 57.63     | 83     |     |
| Alianza para el Empleo, la prosperidad y la Integración                                                     |                       |                       |           |        |     |
| Partido Democrático (Partia Demokratike e Shqipërisë)                                                       | PD                    | 528 373               | 30,63     | 50     |     |
| Partido Republicano (Partia Republikane e Shqipërisë)                                                       | PR                    | 52 168                | 3,02      | 3      |     |
| Partido de la Justicia, Integración y Unidad (Partia Drejtësi, Integrim dhe Unitet)                         | PDIU                  | 44 957                | 2,61      | 4      |     |
| Partido Democrático Cristiano (Partia Demokristiane e Shqipërisë)                                           | PDK                   | 13 288                | 0,77      | 0      |     |
| Partido Movimiento por la Legalidad y la Unidad (Partia Lëvizja e Legalitetit)                              | PLL                   | 6 089                 | 0,35      | 0      |     |
| Movimiento para el Desarrollo Nacional                                                                      |                       | 5 429                 | 0,31      | 0      |     |
| Partido del Frente Nacional (Partia Balli Kombëtar Shqiptar)                                                | PBK                   | 4 868                 | 0,28      | 0      |     |
| Partido para el futuro de la minoría griega                                                                 |                       | 3 305                 | 0,19      | 0      |     |
| Unión Liberal Democrática (Bashkimi Liberal Demokrat)                                                       |                       | 2 681                 | 0,16      | 0      |     |
| Partido Agrario Ambientalista (Partia Agrare Ambientaliste)                                                 | PAA                   | 2 640                 | 0,15      | 0      |     |
| Partido Emigración Albanesa                                                                                 |                       | 2 325                 | 0,13      | 0      |     |
| Nuevo Movimiento de Albania                                                                                 |                       | 2 320                 | 0,13      | 0      |     |
| Partido del Frente Democrático Nacional (Partia Balli Kombëtar Demokrat)                                    |                       | 2 242                 | 0,13      | 0      |     |
| Partido Alianza Democrática (Partia Aleanca Demokratike)                                                    |                       | 1 384                 | 0,08      | 0      |     |
| Alianza Macedonia por la Integración Europea (Aleanca e Maqedonasve për Integrim Evropian)                  | AMIE                  | 1 229                 | 0.07      | 0      |     |
| Movimiento Demócrata Cristiano albanés                                                                      |                       | 1 190                 | 0.07      | 0      |     |
| Alianza para la Democracia y la Solidaridad                                                                 |                       | 1 065                 | 0.06      | 0      |     |
| Partido Nueva Democracia Europea                                                                            |                       | 970                   | 0.06      | 0      |     |
| Tiempo de Albania                                                                                           |                       | 770                   | 0.04      | 0      |     |
| Partido del Camino albanés real                                                                             |                       | 635                   | 0.04      | 0      |     |
| Partido Conservador                                                                                         |                       | 635                   | 0.04      | 0      |     |
| Partido de la Unión Democrática Albanesa (Partia Bashkimi Demokrat Shqiptar)                                |                       | 606                   | 0.04      | 0      |     |
| Partido de los Derechos Denegados                                                                           |                       | 554                   | 0.03      | 0      |     |
| Nuevo Partido de los Derechos Denegados (Partia e të Drejtave të Mohuara e Re)                              | PDMR                  | 550                   | 0.03      | 0      |     |
| Unión Popular de los Jubilados Albaneses                                                                    |                       | 406                   | 0.02      | 0      |     |
| Total | Total                 | 680 677               | 39.46     | 57     |     |
| No coaligados                                                                                               |                       |                       |           |        |     |
| Nuevo Espíritu Democrático (Fryma e Re Demokratike)                                                         | PLiDr                 | 29 310                | 1,7       | 0      |     |
| Alianza Roja y Negra (Aleanca Kuq e Zi)                                                                     | AK                    | 10 196                | 0,59      | 0      |     |
| Liga de la Justicia y el Progreso                                                                           |                       | 1 068                 | 0,06      | 0      |     |
| Partido Popular Demócrata Cristiano de Albania                                                              |                       | 416                   | 0,02      | 0      |     |
| Independientes                                                                                              |                       | 9 208                 | 0,53      | 0      |     |
| Votos nulos / blancos                                                                                       | Votos nulos / blancos | Votos nulos / blancos | 24 099    | -      | -   |
| Total | Total                 | Total                 | 1 748 898 | 100.00 | 140 |
| Registrados                                                                                                 | Registrados           | Registrados           | 3 271 885 | 53,52  | -   |
| Fuente: CEC e IFES                                                                                          |                       |                       |           |        |     |

## Consecuencias
Durante la jornada electoral tanto Sali Berisha como Edi Rama se adjudicaron la victoria. 
El 25 de junio (dos días después de la votación), Edi Rama dio su discurso de la victoria hablando a Albania: 

“Voy a ser su primer ministro, pero también su primer siervo. El deber será mío; la autoridad será tuya”.
Edi Rama, 25 de junio de 2013

El 26 de junio, después de que el recuento de votos fue finalmente completado, el primer ministro saliente, Sali Berisha, aceptó públicamente el resultado, asumió la responsabilidad por la pérdida, dimitió de sus funciones en el Partido Demócrata, y deseaba a su oponente lo mejor en sus nuevas funciones.